# 二羰基二茂钛
二羰基双(环戊二烯基)钛是一种钛的配合物，化学式为(η5-C5H5)2Ti(CO)2，可缩写为Cp2Ti(CO)2。这种栗色固体对空气敏感，可溶于脂肪族和芳香族溶剂。它已经被用于亚砜的脱氧，芳香醛的还原偶联和醛的还原。

## 结构与制备
Cp2Ti(CO)2可在一氧化碳气氛中，用金属镁还原二氯二茂钛制得。
(C5H5)2TiCl2 + Mg + 2 CO → (C5H5)2Ti(CO)2 + MgCl2
Cp2Ti(CO)2和Cp2TiCl2都是四面体型的，与锆和铪的相关化合物类似。